# Cédric Angot
Cédric Angot, né le 27 juin 1971 à Saint-Lô (France), est un cavalier français et membre de l'équipe de France de saut d'obstacles.

## Biographie
Né dans une famille d'éleveurs en Normandie, Cédric a trois frères, également cavaliers de haut niveau : Florian, Grégory et Reynald Angot.
Il habita le château de la Granderie (Manche) avec sa famille jusqu’en 2009.
Il est depuis 2014 membre de l'équipe de France de saut d'obstacles et présent au plus haut niveau de la compétition internationale. Avec sa meilleure monture Rubis de Preuilly JO/JEM, il s'est qualifié pour participer aux  Jeux olympiques de Rio de Janeiro (Brésil). Il a commencé sa carrière au Japon, dans les années 1990, avant de rentrer en France et de se classer en tant que champion national en 2009 et 2012. Il a un fils, Stanislas Angot. 
Parmi ses montures, se trouvent notamment Rubis de Preuilly, Olympique de Chamant ou Saxo de la Cour.
Il est marié depuis 1999 à Eugénie Legrand, fille du compositeur Michel Legrand.

## Palmarès
Il remporte en 1992 la médaille de bronze aux championnats d'Europe dans la catégorie « jeune cavaliers ». Il est vainqueur du CSI 2* de Bruxelles en 2006. Il est champion de France PRO1 en 2009 et 2012. Il remporte la Coupe des Nations de Lisbonne en 2014 et termine 3e de la Coupe des nations de Dublin. La même année, il devient membre de l'équipe de France lors du CSIO5* de Spruce Meadows.
En 2015, il participe à plusieurs Global Champions Tour et termine 5e du GP CSIO5 de St Gallen. Il est membre de l'équipe de France au CSIO5 de Calgary et termine second en Équipe lors de la Nation's Cup de Spruce Meadows la même année. En 2016, il termine 5e du Grand Prix de Bordeaux et est listé pour les Jeux Olympiques de Rio.